# Héraclides
 (janvier 2011).
Si vous disposez d'ouvrages ou d'articles de référence ou si vous connaissez des sites web de qualité traitant du thème abordé ici, merci de compléter l'article en donnant les références utiles à sa vérifiabilité et en les liant à la section « Notes et références ».
Pour les articles homonymes, voir Héraclides (homonymie).

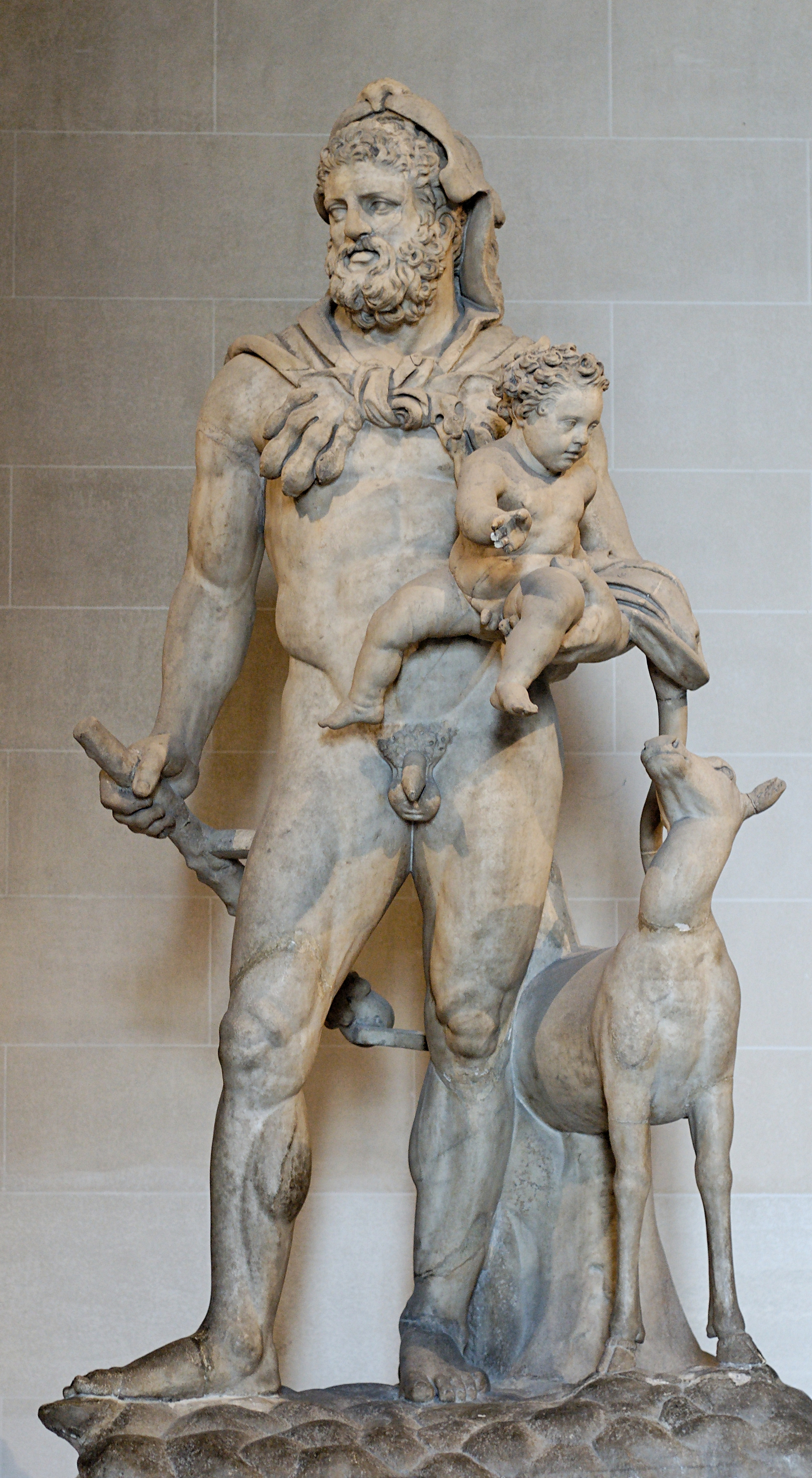
Héraclès et Télèphe, un des Héraclides. Statue romaine en marbre du, conservée au musée du Louvre.

Les Héraclides (en grec ancien Ἡρακλεῖδαι / Hêrakleĩdai) sont les soixante fils d'Héraclès, et par extension ses descendants qui conquirent le Péloponnèse. Au sens restreint, le terme désigne les fils d'Hyllos, fils du héros et de Déjanire. Parmi les autres Héraclides, on trouve les Thespiades, nés de l'union d'Héraclès avec les cinquante filles de Thespios.

## Mythologie
Héraclès s'était fait promettre le trône d'Argos, Sparte et Pylos par Zeus, mais Héra, qui le déteste, favorise Eurysthée, roi de Mycènes, qui usurpe le trône. Ses fils sont chassés à Athènes, où ils ont le soutien de la cité, qui repousse Eurysthée — puis en Thessalie, où le roi Ægimios, dorien qu'Héraclès a aidé autrefois, les accueille.
Selon l'oracle de Delphes, les Héraclides ne peuvent regagner leur royaume qu'à la troisième génération ; l’invasion dorienne est ainsi présentée comme le « retour des Héraclides ». Plusieurs lignages grecs revendiquaient une ascendance héraclide.
Ainsi, les rois de Lydie prétendaient descendre d'Alcée, fils d'Héraclès  et d'Omphale. Les rois de Sparte et les Spartiates dans leur ensemble disaient eux aussi descendre des Héraclides. Lors de la fête spartiate des Karneia était ainsi promené en cortège un radeau, symbole du passage par les Héraclides de l'isthme de Corinthe.

## Sources et bibliographie
- Xénophon, Helléniques [lire en ligne] (VII, I).
- Eugène Talbot, Xénophon. Œuvres complètes, t. 3 : Les Helléniques. L’Apologie de Socrate. Les Mémorables, Garnier-Flammarion, 1967.
- Xénophon (trad. Pierre Chambry), Les Mémorables : Xénophon, Œuvres complètes, Flammarion, 1967
- David Hernández de la Fuente, El regreso de los Heraclidas [Le Retour des Héraclides], RBA Coleccionables, 2017